# Роман с того света (фильм, 2025)
«Роман с того света» (рабочие названия фильма — «Убить Фила» и «Эти парни хотят друг другу навредить») — российская фантастическая комедия-боевик, дебютная работа режиссёра Константина Шелягина.
Основные съёмки проходили в городе Кольчугино, монтаж был завершён в 2025 году.
Премьера фильма в России намечена на июль 2025 года.

## Сюжет

### Логлайн
1989 год. Юный водитель мусоровоза и музыкант Рома, далёкий от идеалов добродетели, находит ковёр с мистическими свойствами, который переносит его в будущее, чтобы он мог исправить ошибки прошлого.

### Синопсис
Действие начинается в 1989 году в провинциальном городке. Рома (Дмитрий Блажко) — молодой парень, работающий мусорщиком, но мечтающий о музыкальной славе. Вместе со своим напарником Арой (Игорь Гаспарян) колесят по городу, встречая разных персонажей: учёных-изгоев, пытающихся разработать прорывную теорию, и подростков, планирующих автоподставу.
После того как Рома узнаёт, что его девушка Ленка (Наталия Хорошун) беременна, он в панике сбегает. В этот же день, незаконно вывозя мусор в лес, он находит таинственный афганский ковёр, который забирает себе, несмотря на предостережения Ары.
Ночью, глядя на ковёр, Рома замечает, что узоры начинают двигаться, а сам ковёр светится. Он просыпается уже в 2025 году, где сталкивается с технологиями будущего, полицией и рядом неприятностей.

## Роли
В главных ролях
- Дмитрий Блажко — Рома, мусорщик, музыкант
- Прохор Дубравин — Роман Белов, бизнесмен

В ролях
- Игорь Гаспарян — Ара, друг Ромы, мусорщик
- Маргарита Шерш — Катя, экоактивист, блогер
- Екатерина Балабана — Маша

- Константин Шелягин — Витя, помощник Романа
- Павел Баршак — Костя
- Савелий Наумов — Малыш
- Павел Кассинский — Бутырка
- Нелли Неведина — Мама Ромы
- Иван Моховиков — Саныч
- Игорь Колесников — Валерыч
- Максим Мальцев — Сизов
- Андрей Лебедев — майор Измайлов
- Наталия Хорошун — Лена
- Роман Русаков — охранник 1
- Гарик Айвазов — охранник 2
- Алексей Ярмилко — мужик в баре
- Александр Сухинин — Михалыч
- Александр Рыжов — Семеныч
- Кирилл Соломенников — Малыш 89
- Богдан Атауллов — Бутырка 89
- Шерзод Авалов — курьер
- Лариса Чичерина — девушка 1
- Мария Осипова — девушка 2
- Марина Веденеева — девушка 3
- Светлана Олонина — девушка 4

Также
- Андрей Орехов
- Ольга Батищева
- Валентина Бяковская
- Алла Сурманаева
- Любовь Головнич
- Олег Сухопаров
- Елена Сухопарова
- Анна Судакова
- Валерия Парамонова
- Владислав Парамонов
- Анна Савинова
- Алена Сидорова
- Дмитрий Митрофанов
- Сагдиана Хамраева
- Дарья Кулло
- Анна Кузнецова
- Лейла Мирзалиева
- Армен Саргсян
- Григорий Абрамян
- Гайк Мелкумян
- Александр Мешков
- Сергей Лихачев
- Леонид Мельник
- Светлана Ананьева
- Станислав Захаров
- Александр Николаев
- Михаил Кириллов
- Николай Шастин
- Иван Логинов
- Владимир Гетманов
- Марк Дмитриев
- Ирина Алешина

## Факты
- Фильм стал режиссёрским дебютом Константина Шелягина[3]